# Estadio Municipal Doutor Novelli Júnior
El Estadio Municipal Doutor Novelli Júnior o simplemente Estadio Novelli Júnior es un estadio multiusos ubicado en la ciudad de Itu, en el estado de São Paulo, Brasil. El estadio inaugurado el 25 de mayo de 1947 recibe los juegos del Ituano Futebol Clube que disputa el Campeonato Paulista y el Campeonato Brasileño de Serie C. El estadio posee una capacidad para 18.500 personas.
El estadio es propiedad del Ayuntamiento de Itu y rinde homenaje al Dr. Novelli Júnior, hijo ilustre de la ciudad que llegó a ser vicegobernador del Estado de São Paulo y diputado.
El partido inaugural se jugó el 25 de mayo de 1947, cuando Ituano venció a Amparo Athlético Club por 6-1.
El recinto fue remodelado en 2011, ocasión en que aumento su capacidad se de 15.000 a 18.500 espectadores, se construyeron cuatro nuevas torres de iluminación con 42 reflectores cada una, que proporcionan una iluminación de 1.300 lux.

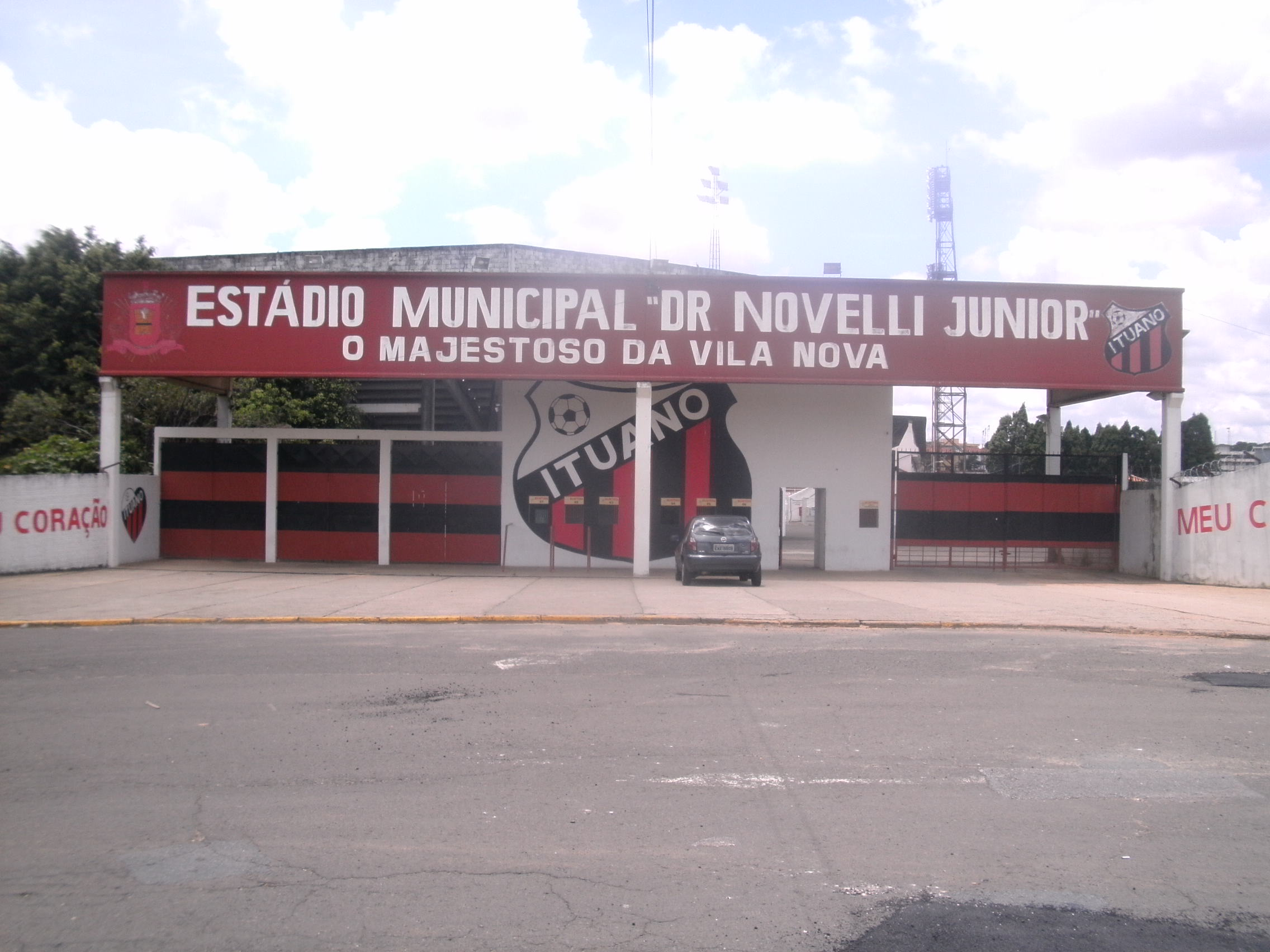